# Roman Ermakov
Roman Dimitrijevitsj Ermakov (Vyborg, 6 oktober 2004) is een Russisch wegwielrenner die sinds 2025 bij de wielerploeg Bahrain Victorious rijdt.

## Carrière
Ermakov reed in 2022 bij de amateurploeg Cannibal Team waar hij onder meer ploeggenoot was van Vlad Van Mechelen. Namens deze ploeg won hij enkele beloftenkoersen en nam hij voor het eerst deel aan meerdaagse etappekoersen op dit niveau. Een jaar later stapte hij over naar Cycling Team Friuli ASD waar hij twee jaar bij zou rijden. Aan het eind van het seizoen van 2024, inmiddels heette de ploeg CTF Victorious, won hij twee eendagswedstrijden. Te verstaan de GP Kranj en de Ruota d'Oro. Waar hij in de Sloveense wedstrijd won als vluchter, zegevierde hij op Italiaans grondgebied door in een sprint om de zege onder andere de Zuid-Afrikaan Travis Stedman en de Italiaan Alessandro Pinarello te verslaan. Voor het seizoen van 2025 tekende hij een contract bij de UCI World Tour-ploeg Bahrain Victorious. Deze overstap van CTF Victorious naar de hoofdmacht maakte hij samen met  Žak Eržen, Max van der Meulen, Daniel Skerl en Oliver Stockwell. Zijn eerste deelname aan een World Tour-wedstrijd was de Tour Down Under waar hij geen rol van betekenis speelde op de eind- en etappeuitslagen.

## Overwinningen
2022
Eind- en puntenklassement Aubel-Thimister-Stavelot
La Route des Géants
2024
GP Kranj
Ruota d'Oro

### Resultaten in voornaamste wedstrijden
|      | \| Jaar \| Ronde van Vlaanderen \| Luik-Bast.‑Luik \| Waalse Pijl \| \| ---- \| -------------------- \| --------------- \| ----------- \| \| 2025 \| opgave \| opgave \| opgave \| |                 |             |
| Jaar | Ronde van Vlaanderen | Luik-Bast.‑Luik | Waalse Pijl |
| 2025 | opgave | opgave          | opgave      |

### Resultaten in kleinere rondes
| Jaar | Tour Down Under |
| ---- | --------------- |
| 2025 | 79e             |

## Ploegen
- 2023 –  Cycling Team Friuli ASD
- 2024 –  CTF Victorious
- 2025 –  Bahrain Victorious

Arndt · Bauhaus · Bilbao · Bruttomesso · Buitrago · Buratti · Caruso · Ermakov · Eržen · Eulálio · Govekar · Gradek · Haig · Kepplinger · Martinez · Miholjević · Mohorič · Paasschens · Pasqualon · Pickering · Skerl · Stannard · Stockwell · Tiberi · Træen · Tu · van der Meulen · Van Mechelen · Wright · Zambanini